# Lettera al Soderini
La Lettera di Amerigo Vespucci sulle isole trovate in quattro suoi viaggi, conosciuta anche come Lettera al Soderini, è una lettera manoscritta di Amerigo Vespucci del 1504 destinata a Pier Soderini, gonfaloniere di Firenze. Vespucci racconta le vicende accadute nei suoi viaggi dal 1497 al 1504.
La lettera nasce da una richiesta di un amico comune, Benvenuto Benvenuti, il quale chiede all'esploratore fiorentino di raccontare le sue esperienze di viaggio a Soderini, al tempo gonfaloniere di Firenze ma che durante la sua giovanile formazione era stato compagno di studi durante le lezioni presso lo zio di Amerigo, Giorgio Antonio Vespucci.
Dopo Mundus Novus, la Lettera al Soderini fu la seconda opera di Vespucci che andò in stampa, e dopo il successo della prima opera, questa seconda garantì un ulteriore accresciimento della sua fama di esploratore e umanista.
Il testo della lettera venne inserito nella Cosmographiae Introductio di Martin Waldseemüller in cui il continente fu battezzato "America" in nome di Amerigo Vespucci.

## Contenuto
Vespucci apre la lettera con tono umile, rivolgendosi al suo amico e protettore Piero Soderini, Gonfaloniere perpetuo della Repubblica fiorentina. Confessa il proprio ardimento nell’indirizzargli un resoconto delle sue esplorazioni, consapevole dell’alto ufficio di Soderini e delle occupazioni governative. Tuttavia, la motivazione principale del suo scritto risiede nel desiderio di tramandare le sue esperienze straordinarie, mai descritte da scrittori antichi né moderni, e stimolare curiosità intellettuale nei suoi lettori. Il testo nasce anche su invito dell’amico fiorentino Benuenuto Benuenuti, incontrato a Lisbona, il quale lo sollecita a testimoniare per iscritto le meraviglie viste nel corso dei viaggi. Vespucci si pone così come cronista di un'epoca nuova, portatore di un sapere empirico basato sull’osservazione diretta, in contrasto con la tradizione classica.

### Primo viaggio (1497–1498)
Nel primo viaggio, partito dal porto di Cadice, Vespucci attraversa l’Oceano Atlantico con una flotta spagnola composta da quattro navi. Dopo 44 giorni di navigazione, raggiunge terre sconosciute che oggi si pensa possano corrispondere alle coste dell’America centrale o settentrionale del Sud America. Descrive l’incontro con popolazioni indigene caratterizzate da nudità, forza fisica, agilità, e una cultura completamente diversa da quella europea. I nativi vivono in libertà, senza re né legge, né religione codificata, e organizzano la propria vita in comunità senza proprietà privata. Praticano la poligamia, non conoscono la gelosia, e le donne sembrano godere di una notevole autonomia. Alcune tribù sono dedite al cannibalismo, e Vespucci racconta con raccapriccio – ma anche con curiosità quasi scientifica – la macellazione dei nemici come gesto rituale. L’osservazione antropologica è un misto di stupore e giudizio morale. Le descrizioni comprendono anche gli strumenti di guerra, la struttura delle abitazioni, l’alimentazione a base di radici, pesci e frutti tropicali, e le pratiche igieniche che, seppur differenti, appaiono regolari e sistematiche. Il viaggio termina con il ritorno a Cadice nell’ottobre 1498, portando con sé prigionieri indigeni venduti come schiavi.

### Secondo viaggio (1499–1500)
Questo viaggio, condotto anch’esso sotto la corona di Castiglia, esplora la costa settentrionale del Sud America, probabilmente quella attuale del Venezuela e della Guyana. Le difficoltà si concentrano soprattutto nella geografia costiera: litorali inondati, fiumi impetuosi, correnti oceaniche pericolose. Nonostante ciò, Vespucci e il suo equipaggio incontrano popolazioni dalle culture diverse, alcune ostili, altre più accoglienti. Le descrizioni si arricchiscono di dettagli riguardo alle bevande fermentate (una specie di birra da frutta), frutti medicinali e prodotti locali. Particolarmente cruda è la scoperta di una popolazione che pratica la castrazione dei prigionieri da destinare all’alimentazione: un atto che Vespucci osserva con orrore ma anche con spirito documentario. Interessanti sono le prime osservazioni sui metodi agricoli, sulle tecniche di conservazione degli alimenti e sul commercio rudimentale. Questo viaggio evidenzia il contrasto tra l’abbondanza naturale del Nuovo Mondo e la carenza di cultura organizzata secondo i criteri occidentali.

### Terzo viaggio (1501–1502)
Nel terzo viaggio, condotto sotto l’egida del re portoghese Manuele I, Vespucci costeggia le terre del Brasile, spingendosi oltre il Tropico del Capricorno. Il paesaggio si rivela straordinariamente rigoglioso, ricco di flora tropicale e fauna sconosciuta. Le popolazioni incontrate sono descritte come pacifiche e amichevoli. Vespucci osserva le pratiche agricole, l’organizzazione sociale e le tecniche di pesca. La relazione assume toni più etnografici, soffermandosi su usanze funerarie, cerimonie comunitarie, sistemi di scambio, e il ruolo delle donne nella vita quotidiana. Particolare interesse suscita la descrizione di bevande fermentate e frutti medicamentosi, segno di un’intelligenza pratica nelle popolazioni indigene. In questo viaggio emerge un Vespucci più attento al valore culturale delle civiltà incontrate, pur mantenendo uno sguardo tipicamente rinascimentale, legato all’idea di catalogare, confrontare e misurare.

### Quarto viaggio (1503–1504)
Il quarto viaggio rappresenta una fase di maggiore consapevolezza geografica e spirituale. Vespucci esplora nuove regioni del Sud America e approfondisce il contatto con le popolazioni locali, talvolta entrando nelle loro abitazioni e partecipando alle loro celebrazioni. Il tono della narrazione si fa più umano: egli riconosce la varietà linguistica, la ricchezza simbolica e la complessità dei costumi religiosi e sociali. Osserva riti funebri, credenze sull’aldilà, e forme di giustizia tribale. Nota anche la presenza di materiali preziosi – in particolare perle e oro – scambiati con i nativi, e descrive l’incontro con comunità che vedono nei portoghesi figure semidivine. Molti indigeni vengono battezzati, e Vespucci annota questo fatto come uno dei segni più rilevanti della “conversione” spirituale del Nuovo Mondo. Questo viaggio si conclude con un ritorno carico di scoperte materiali e simboliche, ma anche con l’intuizione che queste terre costituiscano un continente a sé stante – distinto dall’Asia, come si era inizialmente creduto.

## Interprogetto
- Testo completo